# Како сам систематски уништен од идиота
Како сам систематски уништен од идиота је југословенски филм из 1983. године. Режирао га је Слободан Шијан, а сценарио је написао Мома Димић.

## Радња
Погибија кубанског герилца Че Геваре снажно је потресла и заокупила Бабија Папушку, бескућника са социјалне и културне маргине, али још увек заклетог, ортодоксног идеалисту који верује у прогрес и стварање једног бољег света. Тако Баби постаје Чеов „двојник“, следбеник, али не са оружјем у руци, већ као поборник тада омиљене легенде. Његова судбина се преплиће са догађајима који претходе бурној 1968. години, па и самим студентским немирима у Београду, који ће за Бабија да представљају „једну револуцију“.

## Улоге
| Глумац              | Улога               |
| ------------------- | ------------------- |
| Данило Стојковић    | Баби Папушка        |
| Светислав Гонцић    | млади Баби          |
| Радош Терзић        | прави Баби          |
| Јелисавета Саблић   | Рита                |
| Раде Марковић       | Синиша              |
| Стево Жигон         | Стево Жигон         |
| Светозар Цветковић  | студент руководилац |
| Миша Јанкетић       | говорник/одборник   |
| Жика Миленковић     | министар            |
| Деса Мук            | Марија Тевтонка     |
| Добрица Јовановић   | Божа                |
| Миливоје Томић      | професор Перовић    |
| Боро Стјепановић    | власник камп кућице |
| Петар Краљ          | доктор              |
| Милутин Караџић     | милиционер у Игалу  |
| Предраг Милинковић  | фотограф            |
| Вељко Мандић        | рецепционер         |
| Љуба Ћипранић       | милиционер Бобан    |
| Станојло Милинковић | отац                |
| Богољуб Новаковић   | Стругарац           |